# Rajputs
Els rajputs (de rajà, 'rei' i putra, 'fill': 'fills de reis') són un poble que habita el centre i el nord de l'Índia, particularment a l'actual estat del Rajasthan i una part del del Gujarat. Actualment són uns onze milions d'individus.
Segurament són els descendents de les tribus de l'Àsia central que van envair el nord i el nord-oest de l'Índia a partir del segle v. Quan al segle vi es va desfer l'Imperi gupta, els invasors i els seus descendents es van assimilar progressivament a les societats hindús locals. Els caps tribals i els nobles es van integrar a la casta dels kxatriya (guerrers), i els seus deixebles a les dels xudra (agricultors).
A partir del segle ix, els rajputs, que gaudien d'una reputació d'hàbils guerrers, van adquirir una posició dominant al nord i a l'oest de l'Índia, i crearen diversos principats sota un règim polític i social feudal, en una gran regió que esdevingué el Rajputana.
Més endavant, a partir del segle xiii, els invasors musulmans provinents de l'oest van prendre progressivament el control de les regions governades pels rajput. Cap a la fi del segle xvi, els prínceps dels darrers estats rajputs van sotmetre's al poder dels invasors mogols a canvi d'obtenir els rangs de governadors i de caps dels exèrcits. Més tard, molts van esdevenir recaptadors d'impostos. Sota el domini britànic, molts rajputs es van convertir en impulsors de l'agricultura organitzada. El 1948, amb la independència de l'Índia, els antics estats rajputs van ser reunits dins de l'estat del Rajasthan.

## Història

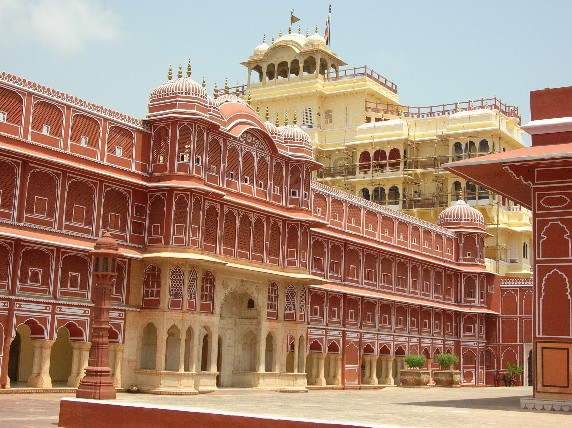
Chandramahal al Palau de la Ciutat, Jaipur, construït pels rajputs Kachwaha

### Orígens
L'origen del Rajputs és objecte de debat. Escriptors com M. S. Naravane I V. P. Malik creuen que el terme no va ser utilitzat per designar una tribu particular o grup social abans del segle VI dC, mentre hi ha cap esment del terme en el rècord històric com pertanyent a un grup social previ a aquell temps. Una teoria lliga això amb l'esfondrament de l'imperi Gupta al segle VI tardà, quan els invasors heftalites (Huns Blancs) foren probablement integrats dins de societat índia. Dirigents i nobles d'entre els invasors van ser assimilats a la posició ritual de Kxatriya del sistema hindú varna, mentre altres que van seguir i els van donar suport – com el Ahirs, Gurjars i Jats – foren situats com conreadores. Alhora, algunes tribus indigenes foren situades com Rajputs, exemples dels quals són el Bhatis, Bundeles, Chandeles i Rathors. La Enciclopèdia Britànica diu que Rajputs "...varien molt en estatus, de llinatges de prínceps com els Guhilot i els Kachwaha, fins a conreadores senzills. Aydogdy Kurbanov diu que l'assimilació fou concretament entre el Heftalites, Gurjars, i gent del nord-oest de l'Índia, formant la comunitat rajput. Pradeep Barua també creu que els rajputs tenen origen estranger; diu que la seva pràctica d'afirmar un estatus de Kxatriya va ser seguit per altres grups indis que també es van establir com a rajputs. Segons la majoria d'experts, les reclamacions d'un estatus de rajput freqüentment van ser fetes per grups que van aconseguir poder secular; probablement és així com els invasors de l'Àsia Central i les línies patrícies dels pobles indígenes tribals van ser absorbits.

### Regnes rajputs

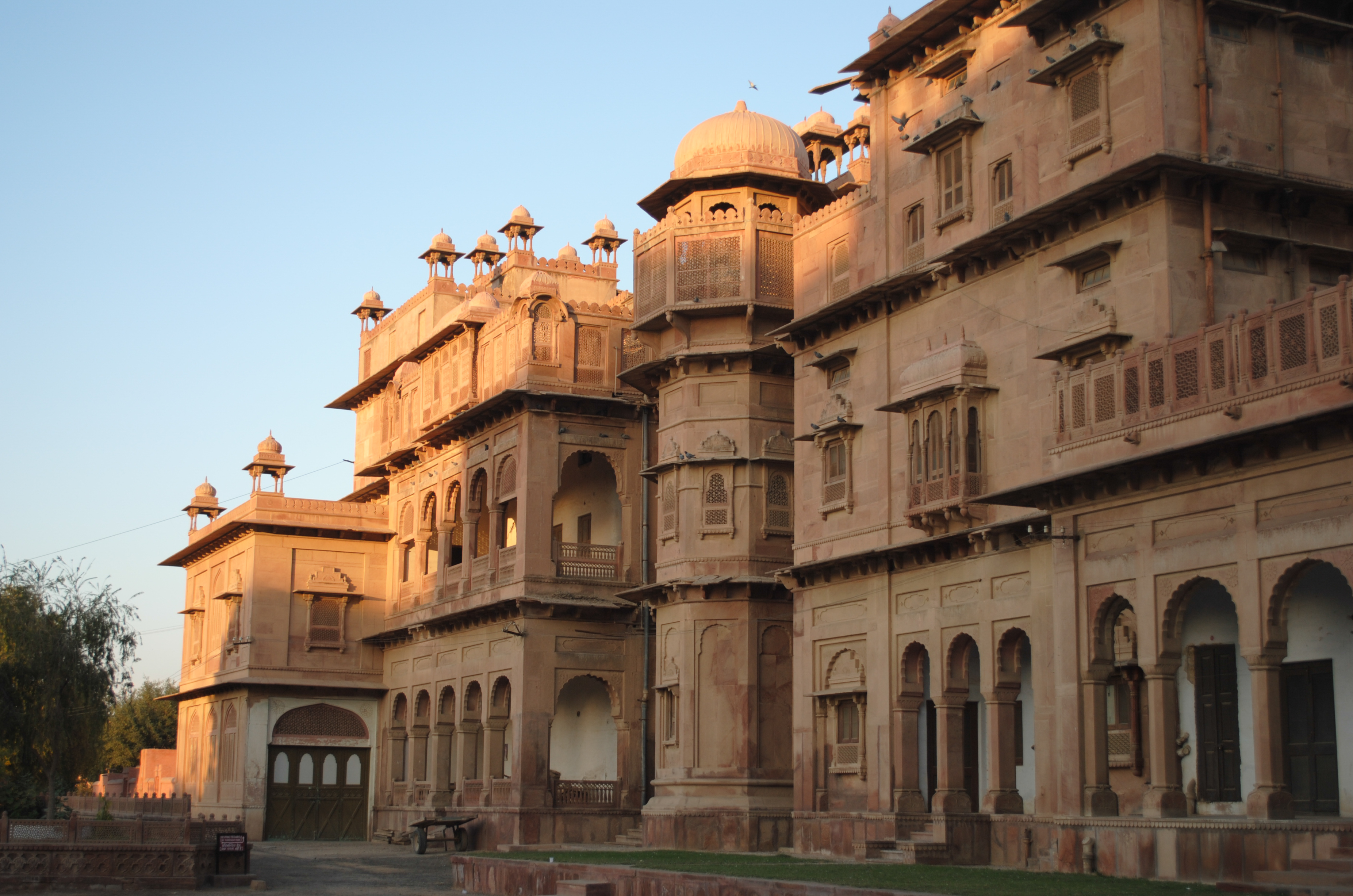
Durant els seus segles de govern, els rajputs van construir diversos palaus. Aquí el fort de Junagarh a Bikaner, Rajasthan, el qual va ser construït pels rajputs rathors.

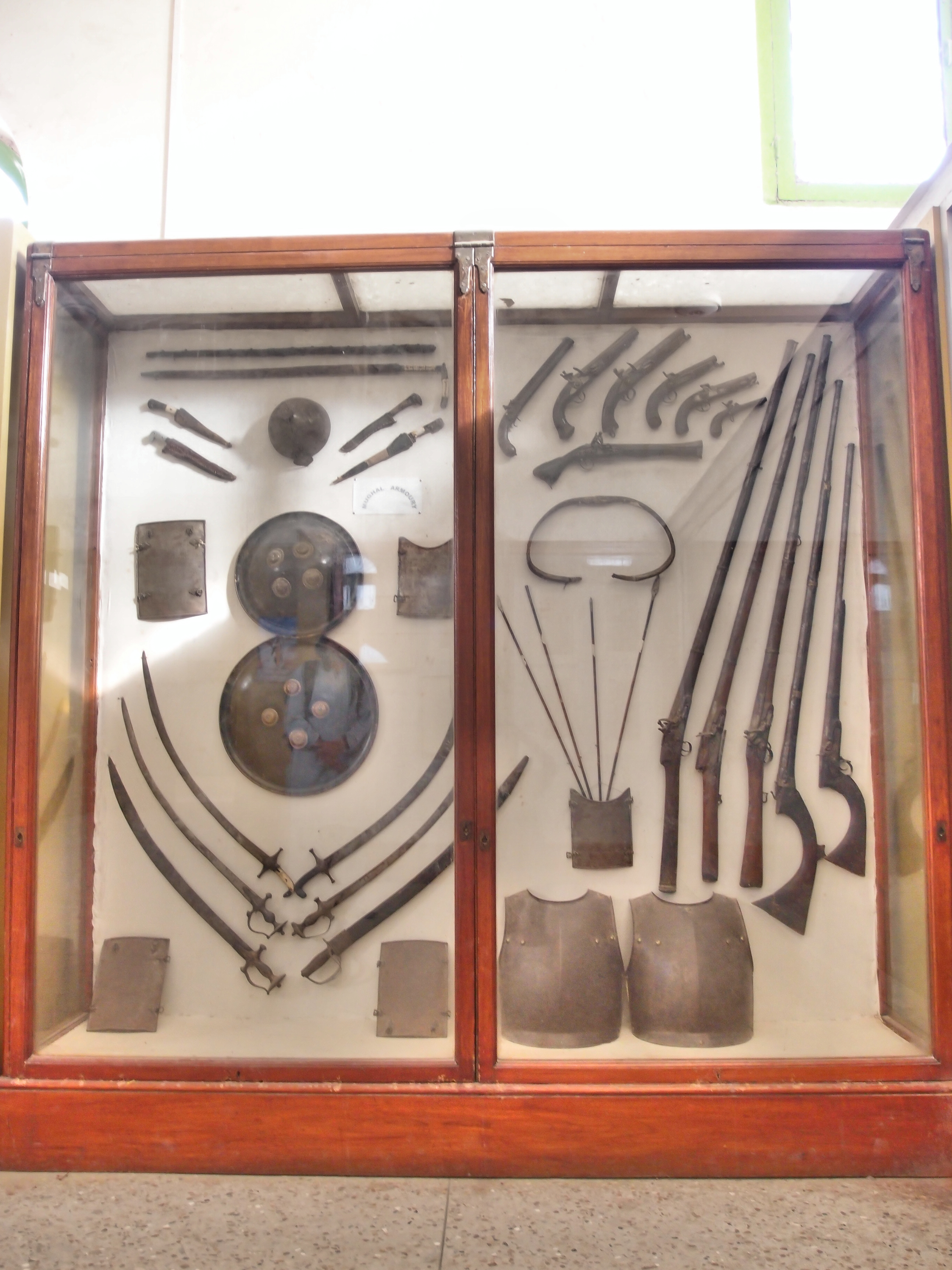
Una vista del interior del museu del fort de Umarkot construït pels rajputs Sodha al modern Sind, Pakistan.

Des del principi del segle vii, les dinasties rajput van dominar Índia del nord, incloent àrees ara dins Pakistan, i molts petits Regnes rajputs esdevenien l'obstacle primari a la conquesta musulmana completa de l'Índia del nord. En els anys 1020, els governants rajputs de Gwalior i Kalinjar va mantenir una defensa exitosa contra els atacs de Mahmud de Ghazni, Tot i que Mahmud no va poder sotmetre els forts rajputs les dues ciutats li van pagar tribut. Després, en el segle xii tardà Muhammad de Ghor va intentar envair Gujarat però va ser derrotat per la dinastia Solanki de Rajputs. Els regnes Rajputs eren dispars: la lleialtat a un clan era més important que la fidelitat a la més àmplia agrupació social dels rajputs, significant que un clan lluitava contra un altre. Això i les disputes internes pel poder que tenien lloc quan un dirigent de clan (raja) moria, implicava que la política rajput era fluida i impedia la formació d'un coherent imperi Rajput. Fins i tot després de la conquesta musulmana de les regions del Panjab i la vall del Ganges, el Rajputs va mantenir la seva independència al Rajasthan i als boscos de l'Índia central. Més tard, Sultan Ala al-Din Muhàmmad Xah I Khalji del sultanat de Delhi va conquerir els dos forts rajputs de Chitor i Ranthambhor al Rajasthan oriental en el segle xiv però no els va poder mantenir gaire temps.
En el segle xv, els sultans musulmans de Malwa i de Gujarat van fer un esforç conjunt per vèncer a Rana Kumbha però tots dos sultans va ser derrotats. Subsegüentment, el 1518 el regne rajput de Mewar sota Rana Sanga va aconseguir una victòria important sobre Sultan Ibrahim Lodhi del sultanat de Delhi i després d'això la influència del Rana (monarca) es va estendre fins a la notable distància de Pilia Khar a Agra. Consegüentment, Rana Sanga va passar a ser el més distingit indígena que disputava la supremacia, però tanmateix va ser derrotat pel invasor mogol Babur a la Batalla de Khanwa el 1527.
Ja al segle xvi, els soldats rajputs Purbiya de les regions orientals de Bihar i Awadh (Oudh), foren reclutats com mercenaris pels rajputs de l'oest, particularment a la regió de Malwa.
Després de la meitat del segle xvi, molts governants rajputs governants van tenir relacions properes amb els emperadors mogols i els va servir en diferents càrrecs. Fou a causa del suport dels Rajputs que Akbar va poder establir l'Imperi Mogol de l' Índia. Alguns nobles rajputs casaven les seves filles als empetadors mogols a fi i efecte d'enfortir els seus lligams Per exemple, Akbar va celebrar 40 matrimonis per a ell, els seus fills i nets, dels quals 17 foren aliances Rajput-Mogol Els successors d'Akbar com a emperadors, el seu fill Jahangir i el net Shah Jahan van tenir mares rajputs. El governant Sisòdia de la família de Mewar va fer un punt d'honra no comprometre's en relacions matrimonials amb els mogols i per això reclamava estar a part d'altres clans rajput que ho van fer.
El Rana de Mewar Pratap Singh va resistir amb èxit els esforços d'Akbar per sotmetre el regne de Mewar.
La política diplomàtica d'Akbar pel que fa als Rajputs fou més tard alterada per les intolerant regles que va introduir el seu besnet Aurangzeb. Un exemple prominent d'aquestes regles incloïen la restauració del Jaziya, que havia estat abolit per Akbar. Els rajputs llavors es van revoltar contra l'imperi mogol. Els conflictes d'Aurangzeb amb el Rajputs, que van començar a principis de la dècada de 1680, esdevingueren un factor que va contribuir a l'enfonsament de l'imperi mogol.
En el segle xviii, els rajputs van quedar sota influència de l'Imperi Maratha.
Pel final del segle xviii els governants rajputs van començar a negociar amb la Companyia Britànica de les Índies Orientals i pel 1818 tot el país Rajput (Rajputana) havia format una aliança amb la Companyia.

### Període colonial britànic

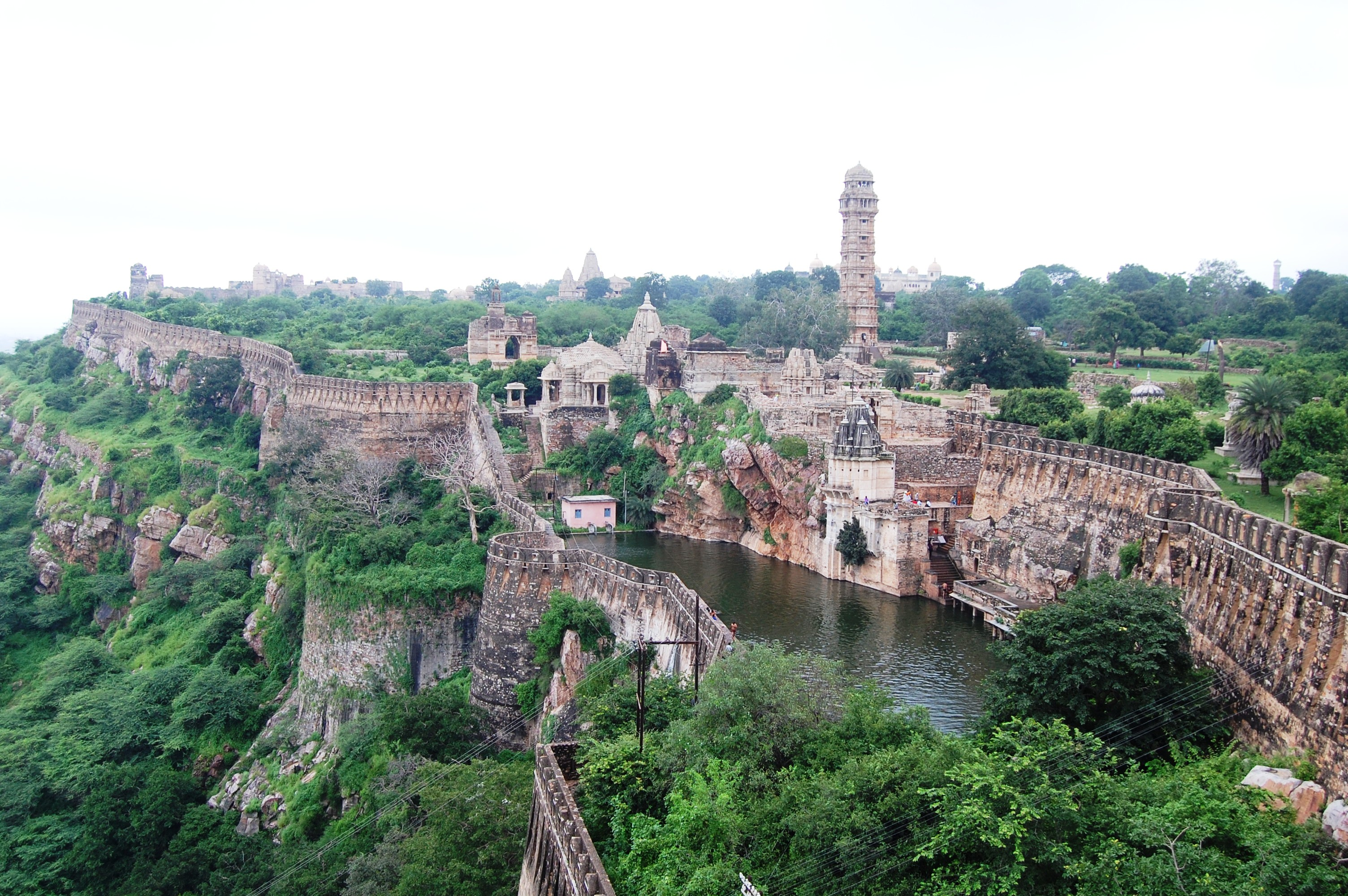
Fort de Chittorgarh, construït per una dinastia de rajputs Sisòdia, és un dels forts més grans de l'Índia.

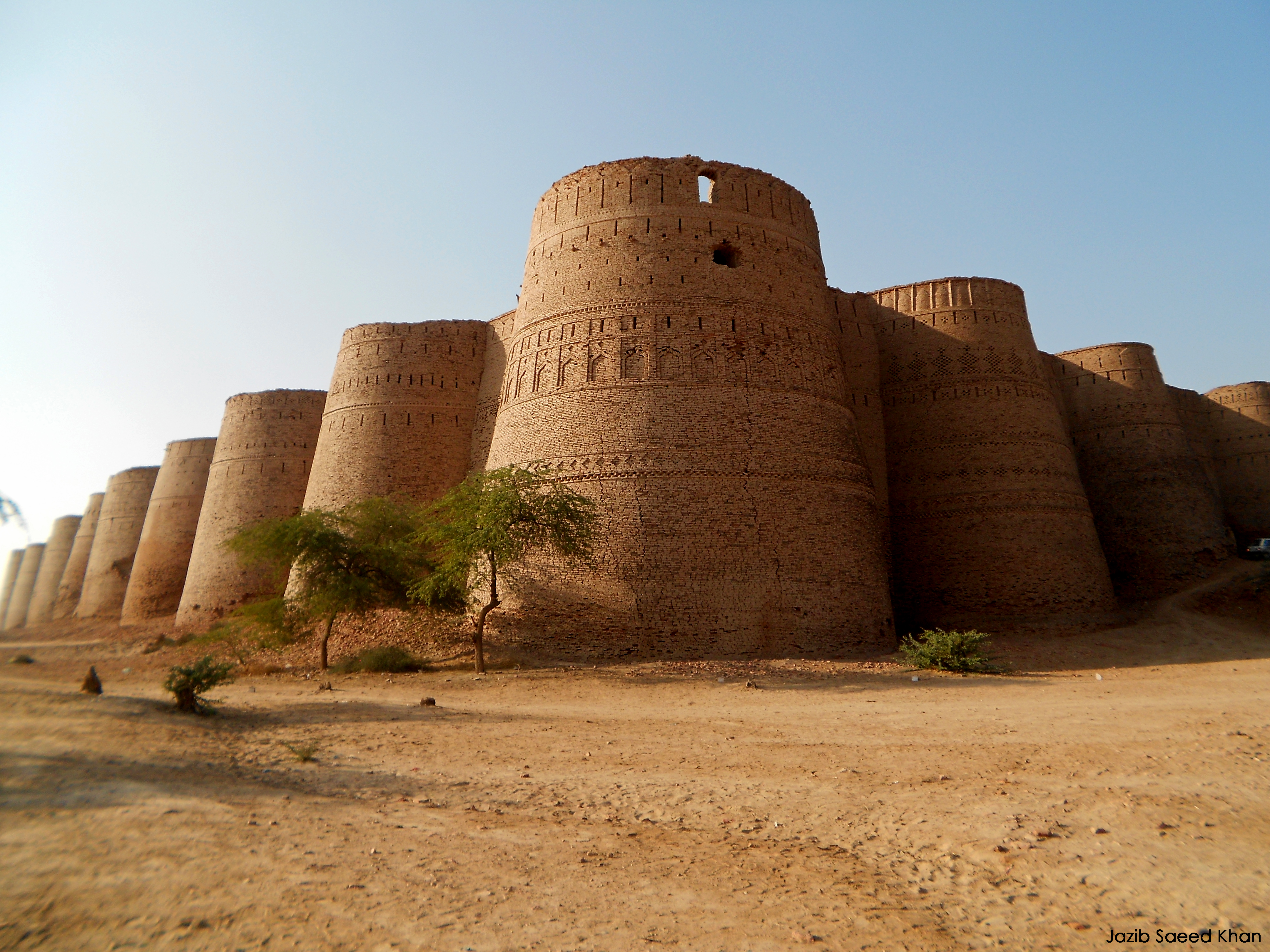
El Fort Derawar construït per una dinastia de rajputs Bhatti a Bahawalpur, Pakistan.

Segons l'historiador Virbhadra Singhji, els rajputs governaven en la "majoria" aclaparadora dels estats del Rajasthan i Saurashtra al Raj Britànic. Aquestes regions també incloïen la concentració més gran de principats de l'Índia, amb més de 200 només a Saurashtra.
James Tod, un oficial colonial britànic, va quedar impressionat per les qualitats militars del Rajputs però avui es considera que els va ser favorable de manera poc usual. Tot i que el grup el venera fins avui dia, és vist per molts historiadors des del segle xix com un comentarista poc fiable i parcial. Jason Freitag, el seu únic biògraf significatiu, ha dit que Tod estava "manifestament predisposat".
Les pràctiques rajputs d'infanticidi de les femella i el sati (immolació de la vídua) era altres assumptes d'importància pels britànic. Es creia que els Rajputs eren els primers partidaris d'aquestes pràctiques, les quals el Raj britànic considerava salvatges i que va proporcionar l'ímpetu inicial per estudis etnogràfics britànics del subcontinent que finalment es va manifestar com un exercici molt més ample en enginyeria social.
En referència a la funció dels soldats rajputs que servien sota la bandera britànica, el Capità A. H. Bingley Va escriure: "Els rajputs han servit a les nostres files des de Plassey fins a l'actualitat (1899). Han participat en gairebé totes les campanyes empreses pels exèrcits de l'Índia. Sota Forde van derrotar els francesos a Condore. Sota Monro a Buxar van derrotar les forces del Nawab d'Oudh. Sota Lake van prendre part en la sèrie de brillants victòries que van destruir el poder dels Marathes".

### Independència
Des de la independència de l'Índia el 1947, els principats, inclosos els de Rajputana, van tenir tres opcions: adherir-se a l'Índia, al Pakistan, o romandre independents. Els governants rajputs dels 22 estats de Rajputana es van adherir a l'Índia independent, formant el nou estat de Rajasthan en 1949-1950. Inicialment els maharajàs van rebre fons de l'estat a canvi del seu consentiment, però una sèrie de reformes de la terra durant les dècades següents va afeblir el seu poder, i els fons de l'estat es van tallar durant el govern d'Indira Gandhi en virtut de l'esmena 26 de la Llei constitucional de 1971. Les finques, tresors, i pràctiques dels antics governants rajputs formen una part clau de la indústria del turisme de Rajasthan i la memòria cultural.
El 1951, la dinastia Rajput Rana del Nepal va arribar a la seva fi, després d'haver estat el poder darrere del tron de la dinastia Shah des de 1846.
La dinastia de Rajput Dogra de Jammu i Caixmir també va arribar a la seva fi el 1947, tot i que el títol es va mantenir fins que la monarquia va ser abolida en 1971 per l'esmena 26 de la Constitució de l'Índia.
El Rajputs són avui dia considerat com una casta avançada en el sistema de discriminació positiva de l'Índia. Això vol dir que no reben cap tractament especial per organismes governamentals a causa que les castes avançades es consideren grups privilegiats. No obstant això, alguns rajputs també, com altres castes d'agricultors, demanen reserves de llocs de treballs del govern, petició que fins ara no ha estat escoltada pel Govern de l'Índia (GOI)